# Тордина бура
Торди́на бура (Malacocincla abbotti) — вид горобцеподібних птахів родини Pellorneidae. Мешкає в Південній і Південно-Східній Азії. Виділяють низку підвидів.

## Опис

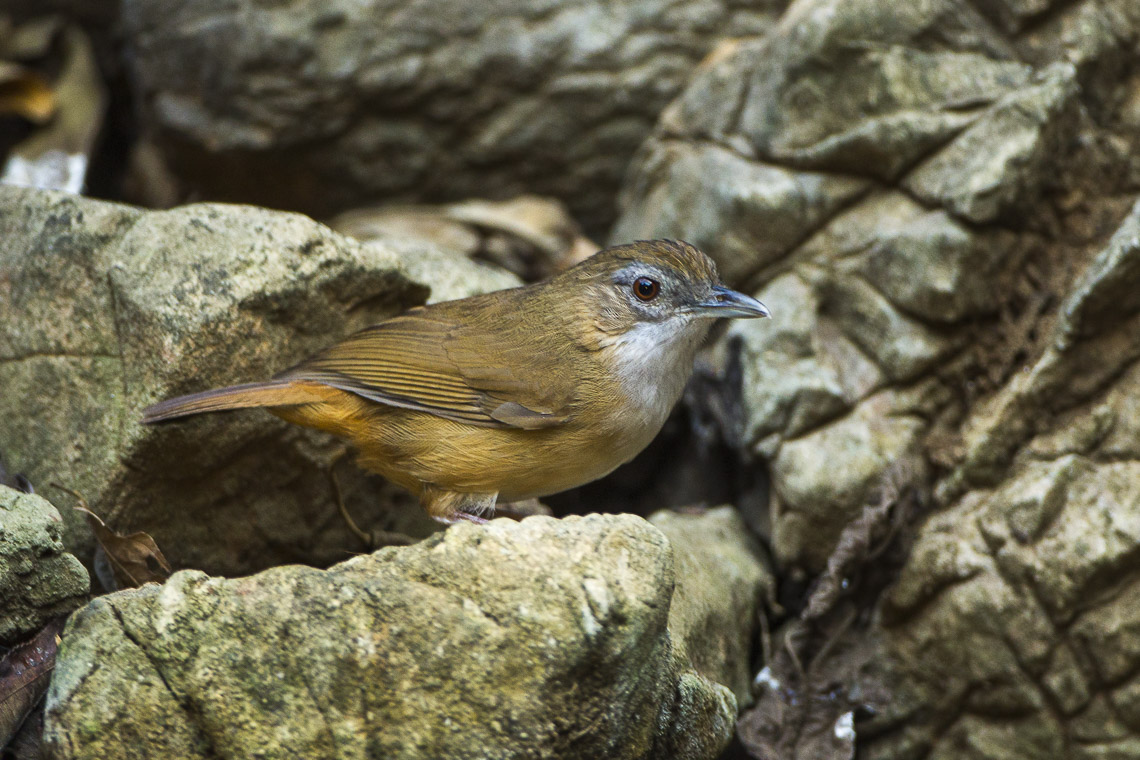
Бура тордина

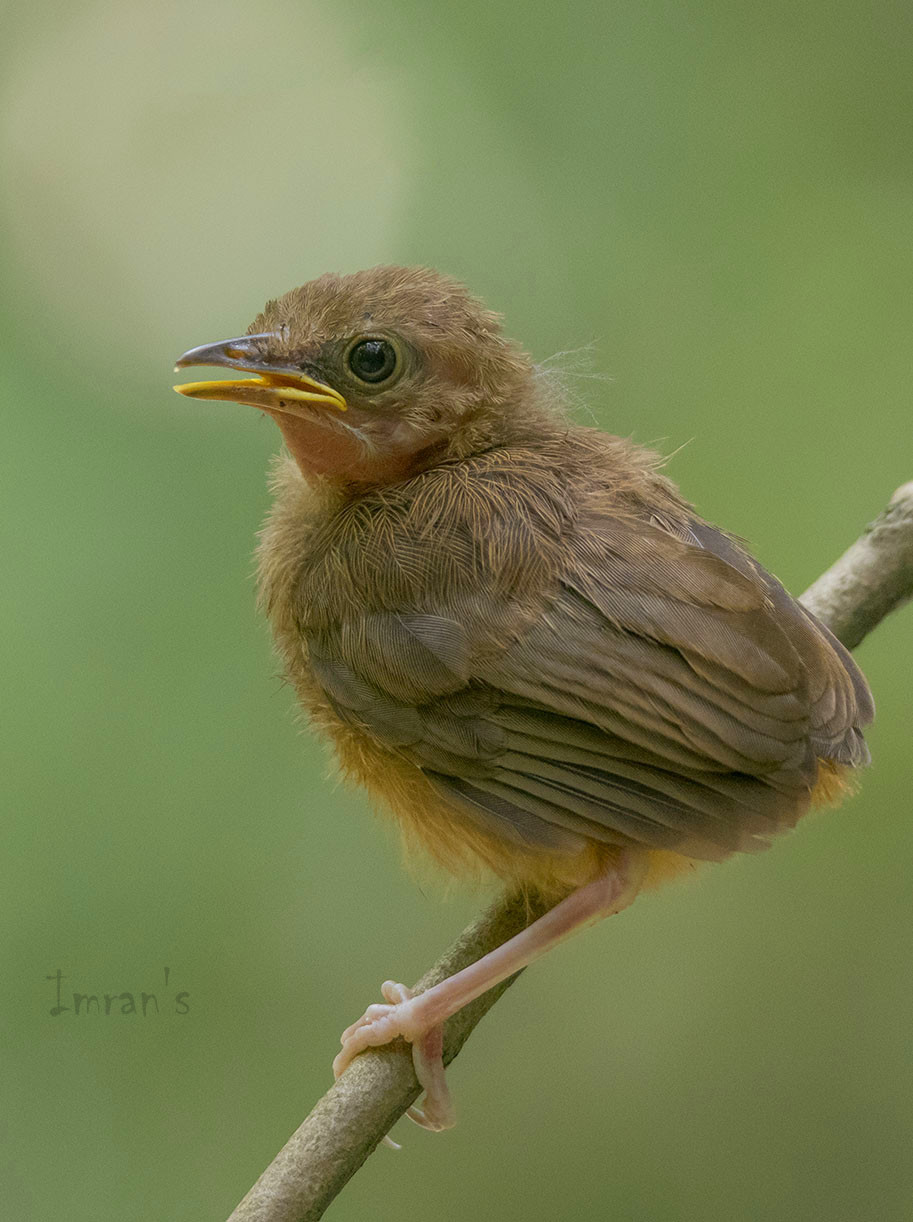
Пташеня бурої тордини

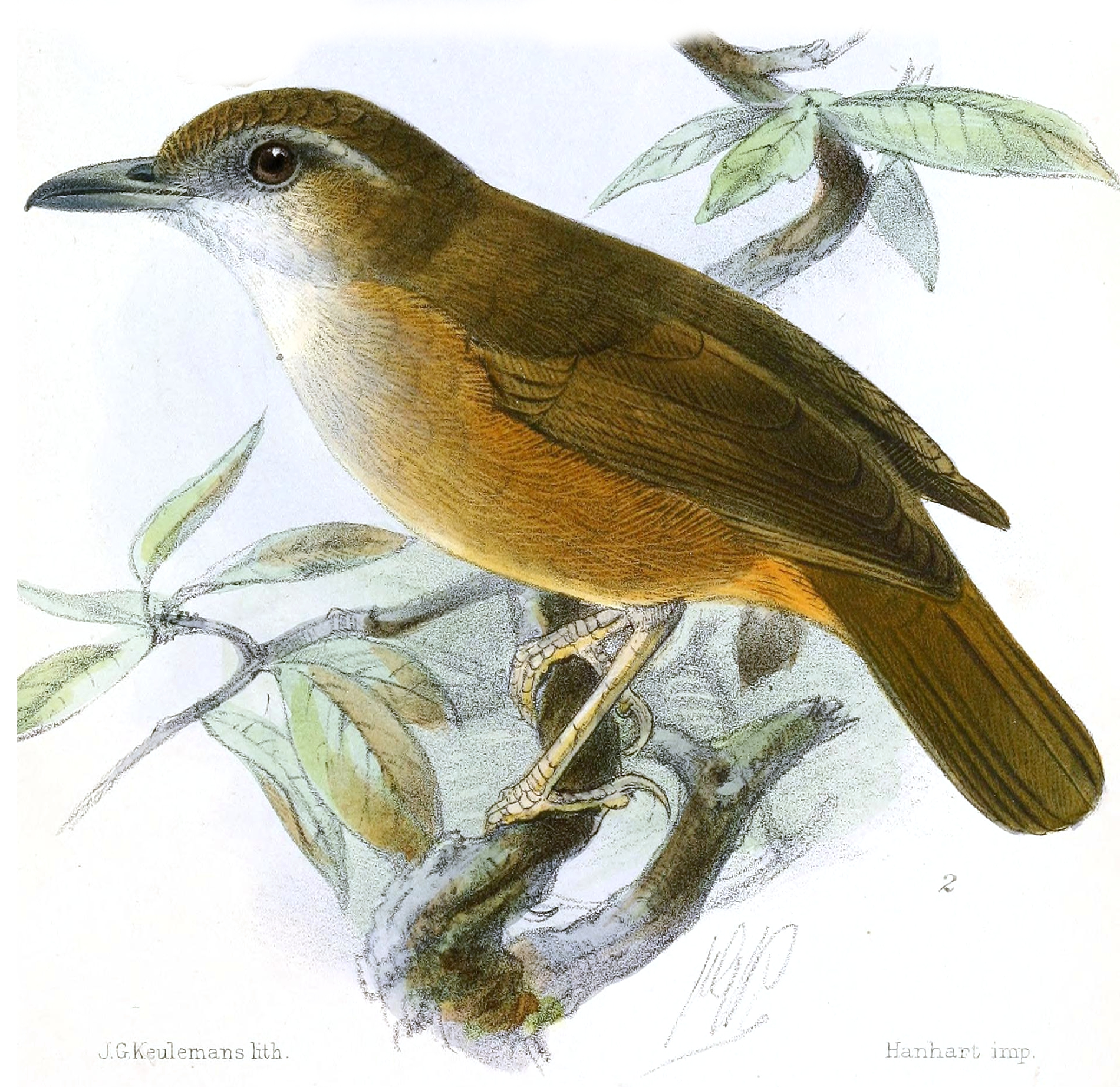
Бура тордина

Довжина птаха становить 12—17 см. Забарвлення переважно коричневе, горло і груди сіруваті, верхні покривні пера крил рудуваті. Боки і нижні покривні пера хвоста рудувато-коричневі. Над очима сірі «брови», від дзьоба до очей ідуть сірі смуги.

## Підвиди
Виділяють вісім підвидів:
- M. a. abbotti Blyth, 1845 — від східних Гімалаїв до Малайського півострова;
- M. a. krishnarajui Ripley & Beehler, 1985[8] — східна Індія (Східні Гати в штатах Андхра-Прадеш і Одіша)[9];
- M. a. williamsoni Deignan, 1948 — від східного Таїланду до південного В'єтнаму;
- M. a. obscurior Deignan, 1948 — південно-східний Таїланд і південно-західна Камбоджа;
- M. a. altera (Sims, 1957) — південний Лаос і центральний В'єтнам;
- M. a. olivacea (Strickland, 1847) — південь Малайського півострова і Суматра;
- M. a. concreta Büttikofer, 1895 — острови Белітунг (на схід від Суматри) і Калімантан;
- M. a. baweana Oberholser, 1917 — острів Бавеан.

## Поширення і екологія
Бурі тордини мешкають в Індії, Непалі, Бутані, Бангладеш, М'янмі, Таїланді, В'єтнамі, Лаосі, Камбоджі, Індонезії і Малайзії. Вони живуть в підліску вологих рівнинних тропічних лісів, в чагарникових заростях, мангрових лісах, на болотах та у вторинних лісах.

## Поведінка
Бурі тордини зустрічаються поодинці або парами. Живляться комахами та іншими безхребетними, яких шукають в лісовій підстилці. Сезон розмноження триває з квітня по липень. Гніздо чашоподібне, розміщується в заростях поблизу землі. В кладці 2-3 яйця. За сезон може вилупитися кілька виводків.